# Lutz Brandt

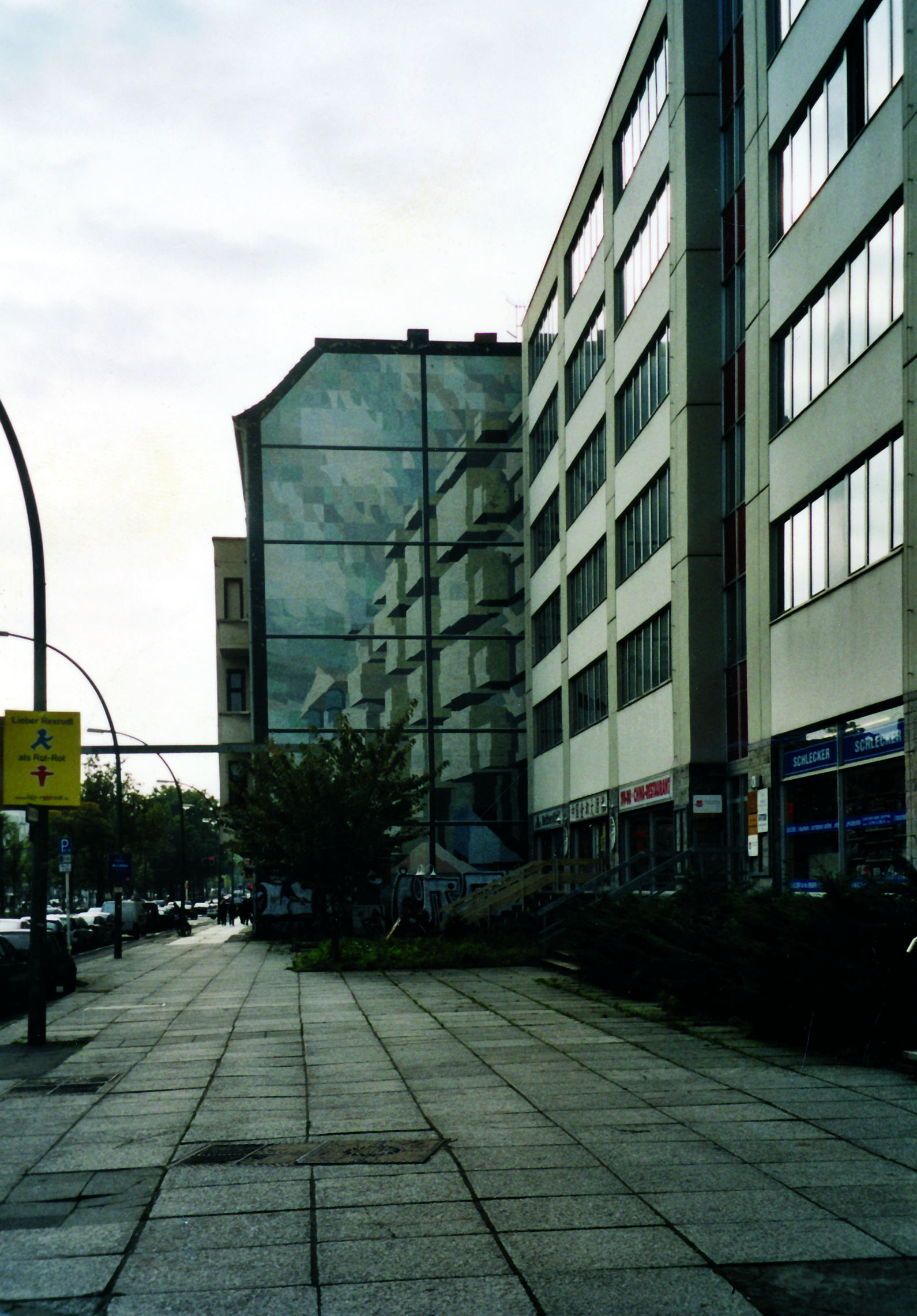
Warschauer Straße Berlin, Brandwand-Malerei von Lutz Brandt 1979 Foto Lutz Brandt

Lutz-Werner Brandt (* 7. August 1938 in Berlin; † 29. Januar 2024 ebenda) war ein deutscher Architekt, Designer, Gebrauchsgrafiker, Bühnenbildner und Maler.

## Leben
Nach einer Maurerlehre und vorübergehender Übersiedlung von Ost-Berlin nach Westdeutschland zwischen 1959 und 1961 begann Brandt von 1964 bis 1970 ein Studium an der Hochschule für bildende und angewandte Kunst Berlin-Weißensee in den Fächern der industriellen Formgestaltung bei Rudi Högner und Architektur bei Selman Selmanagić. Danach war er an der Hochschule von 1972 bis 1980 Assistent von Walter Womacka und Lehrbeauftragter für Perspektive und ab 1982 Meisterschüler für Malerei bei Womacka.
Freiberuflich arbeitete Brandt als Grafiker, Illustrator und Kunstmaler bis 1984. In dieser Zeit hatte er unter anderem eine Mitarbeit im Ostberliner Beirat für Stadtgestaltung beim Chefarchitekten, hier neben kollektiven Entwurfsarbeiten im Rahmen der Umweltgestaltung für den neu entstehenden Großplatten-Stadtbezirk Berlin-Marzahn auch als Leiter einer Arbeitsgruppe U- und S-Bahnhöfe der DDR-Hauptstadt. Er trat in dieser Zeit öffentlich vor allem auch durch architekturgebundene Wandmalereien (Wandbilder in Berlin) in der Ostberliner Innenstadt, als Kulturplakatgestalter u. a. für das Kabarett Die Distel und als Illustrator für Das Magazin, Neue Berliner Illustrierte, Neues Leben hervor. Eine Poster-Serie mit persiflierenden Fantasie-Mutanten des Kleinwagens Trabant entstand für den Staatlichen Kunsthandel der DDR. Brandt war Mitglied des Verbands Bildender Künstler der DDR.
Nachdem er 1982/83 als DDR-Künstler den Auftrag erhielt, in der West-Berliner City die Ausstattung des U-Bahnhofs Wittenbergplatz mit Motiven nach historischen Reklame-Vorlagen vorzunehmen und er mit Giebelwandgestaltungen an weiteren öffentlichen Bauten in West-Berlin beauftragt wurde, entschloss er sich 1984 – mit der ihn zunehmend frustrierenden kulturpolitischen Schulmeisterei durch die SED – der DDR den Rücken zu kehren und siedelte nach West-Berlin über. Hier und nach dem Fall der Mauer auch wieder im Osten Berlins sowie in Brandenburg realisierte er bis über die Jahrtausendwende hinweg Arbeiten im öffentlichen Raum und widmete sich verstärkt großformatiger realistischer Malerei, Bühnen- und Filmausstattungen sowie Wandbildern.
Die Zusammenarbeit mit Oscar-Preisträger Ken Adam für eine amerikanische Filmproduktion bildet einen Höhepunkt Anfang der 1990er Jahre. Es folgten eine Zusammenarbeit mit Manfred Gruber am deutschen Pavillon der Expo 92 in Sevilla, Installationen und Wandbilder für die Firma Dussmann sowie Wettbewerbsteilnahmen für die Expo 98 in Lissabon und in Hannover 2000.
Brandt arbeitete an Film- und Theaterproduktionen mit und schuf innenarchitektonische Arbeiten, Möbeldesign und Fassadengestaltungen. Er lebte als freiberuflicher Künstler in Berlin.

## Werke (Auswahl)

### Arbeiten im öffentlichen Raum und baugebundene Werke
- 1980: Giebelwandbemalung Warschauer Straße Berlin.[5]
- 1982: Ausstattung mit historischer Werbung, U-Bahnhof Wittenbergplatz.
- 1983: Keramische Malerei Lemgo-Schule, Berlin-Kreuzberg; Fassadenrelief Lemgo-Schule, Berlin-Kreuzberg; Giebelwandbemalung und Ausstattung, Schalterhalle U-Bahnhof Prinzenstraße; 7 Bronzefiguren für Fassade Loschmidt-Oberschule, Berlin-Charlottenburg; Giebelwandbemalung Köpenicker Straße, Berlin-Kreuzberg; Giebelwandbemalung Firma Flume, Lützowstraße, Berlin-Tiergarten.
- 1995: Farbige Skulptur für Schule in Potsdam Kirchsteigfeld; Innenwandbild Chip-Design, Ferdinand-Braun-Institut Berlin.
- 1997: Architekturvision, Kulturkaufhaus Dussmann Berlin.
- 1998: Wandbild Wohnanlage Karlstraße; Keramikfassade Rathaus Eichwalde.
- 2002: Fassadenkonzept Hellersdorf Helle Mitte
- 2004: Fassadenentwurf Berlin-Charlottenburg, Fasanenstraße
- 2005/09: Projekt Teltower Rübchen,[6] Stadt-Skulptur[7] mit Thekla Furch[8]
- 2008/09: Gesamtkonzept urbane Malerei Panke-Park Berlin, Meermann-Charmartin / Vattenfall (Vattenfall Öltank mit Wandumfriedung), Scharnhorststraße Berlin-Mitte

### Bühnenbild, Filmausstattung und Innenarchitektonische Arbeiten
- Zusammenarbeit mit Oscar-Preisträger Ken Adam, Ausstattung der Filmproduktion Dinosaurs, 1990
- Entwurfs- und Mitarbeit am Deutschen Pavillon, Weltausstellung EXPO 1992, Sevilla
- Konzeption und Mitarbeit am Symposium Windland Kap Arkona, 1993
- International Artist Symposium, Expeditions, The Baltic Sea, 1994
- Wettbewerbsteilnahme 1996 für Projekt Deutscher Pavillon Expo 1998, Lissabon
- Innenarchitektonische Arbeit im Fernsehsender ntv, 2000
- Bühnenbild vom Geist der Weihnacht, Theater des Westens, Berlin, 2002
- Bankhaus Merck-Finck Berlin, Innenarchitektonische Arbeit, 2003
- Flugbilder Airport World Schönefeld, 2004
- Möbeldesign Sitzmaschine, 2007
- Bühnenbild und Ausstattung 2010 für Rolf Hochhuth: Inselkomödie oder Lysistrate und die Nato, Theater am Schiffbauerdamm, Berlin

## Ausstellungen (unvollständig)
- 1976 bis 1983 sechs Berliner Bezirkskunstausstellungen
- 1982/1983: IX. Kunstausstellung der DDR, Dresden
- 1990: FBK (Freie Berliner Kunstausstellung)
- 1998: Mach das Tor auf, Galerie am Neuen Palais, Potsdam
- 1999: Projekt Himmel-Fahrt, Parochialkirche, Berlin[9]
- 2001: Kleine Himmelfahrt, Starsurfer Berlin
- 2001: Himmel-Fahrt, Technik-Museum Speyer
- 2008: Malerei von Lutz Brandt, Volksbank Trossingen
- 2008: Flug-Schau, Galerie Frenhofer
- 2009: Durch die Wüste, Buchhändlerkeller Berlin
- 2011: Stadlandfluss. Aussicht auf Bilder, Kunsthalle Brennabor, Brandenburg[10] (Katalog zur Ausstellung)
- 2016: Land, Stadt, Land – Blicke auf Berlin und Brandenburg – Bilder aus der Sammlung des Rundfunk Berlin-Brandenburg, Kunstgalerie Altes Rathaus, Fürstenwalde mit Otto Antoine, Manfred Besser, Manfred Butzmann, Christo, Klaus Fußmann, Rolf Händler, Thomas Hartmann, Ingo Kühl, Harald Metzkes, Arno Mohr, Kurt Mühlenhaupt, Karl Oppermann, Barbara Raetsch, Frank Rödel, Karin Sakrowski, Hans-Otto Schmidt, Herbert Tucholski, Ulla Walter und anderen[11]